# Лимацелла степная
Лимаце́лла степна́я (лат. Limacella steppicola) — гриб рода лимацелла (Limacella) семейства мухоморовые (Amanitaceae). Эндемик заповедника «Хомутовская степь», занесён в Красную книгу Украины. Возможность употребления в пищу этого гриба неизвестна.

## Описание
Шляпка диаметром 3—8 см, толстомясистая, полушаровидная, позже выпукло-распростёртая, с подогнутым краем. Поверхность сильно слизистая, голая или с прижатыми мелкими чешуйками, буро- или коричнево-пурпурного цвета. Слизь тёмно-красная, смывается водой.
Мякоть беловатая, на срезе приобретает розоватую окраску, имеет сильный мучной запах.
Гименофор пластинчатый, пластинки с коллариумом, беловатые или кремовые, при высушивании слабо темнеют. Имеются пластиночки.
Ножка центральная или эксцентрическая, цилиндрическая, размерами 2—6×1,2—2 см, в основании клубневидно-расширенная (до 3,5 см). Может образовываться подземное корневидное утолщение, становящееся с возрастом выполненным, в центре ножки имеется полость. Окраска выше кольца розоватая, ниже — цвета шляпки.
Остатки покрывал: вольва отсутствует, кольцо расположено примерно посередине ножки, волнистое, узкое, сверху и по краям беловатое, снизу цвета шляпки.
Споровый порошок беловатый с кремовым оттенком.
Микроскопические признаки:
Споры овальные, 5—9×4,5—5 мкм, гладкие, с кремоватым оттенком, без поры прорастания, содержат флуоресцирующую каплю.
Базидии булавовидные, бесцветные, тонкостенные, четырёхспоровые, размерами 25—59×7—10 мкм.
Трама пластинок вначале билатеральная, позже становится неправильной, состоит из гиф диаметром 4—8 мкм.

## Экология
Почвенный сапротроф, обитает в целинной злаково-луговой степи. Найден в заповеднике «Хомутовская степь» (Украина, Донецкая область, Новоазовский район). Встречается очень редко.
Сезон: май.